# Wiesna Dołonc
Wiesna Dołonc (nazwisko panieńskie: Manasijewa) (ur. 21 lipca 1989 w Moskwie) – serbska tenisistka, do maja 2012 roku reprezentująca Rosję.

## Kariera tenisowa
Tenisistka rozpoczęła rozgrywki tenisowe niedługo po tym jak skończyła szesnaście lat, biorąc udział w turnieju rangi ITF we wrześniu 2005 roku. W zawodach WTA nie odniosła żadnych zwycięstw, ale osiągnęła jeden finał w deblu. Ponadto ma na swoim koncie trzy zwycięstwa singlowe i pięć deblowych w turniejach ITF. Najwyższy ranking w karierze (84. pozycja), osiągnęła w lipcu 2013 roku.

## Życie prywatne
Jej ojciec był Serbem (Ratko Manasijew) a mama Rosjanką. Wiesna zmieniła nazwisko z "Manasijewa" na "Dołonc" (Dolonts) po ślubie z Arsenem Dołoncem (Dolonts) 1 października 2010.

## Finały turniejów WTA
| Legenda                     | Legenda |
| --------------------------- | ------- |
| Wielki Szlem                |         |
| Igrzyska olimpijskie        |         |
| WTA Tour Championships      |         |
| 2009 – 2020                 |         |
| WTA Premier Mandatory       |         |
| WTA Premier 5               |         |
| WTA Premier                 |         |
| WTA International Series    |         |
| WTA 125K series (2012–2020) |         |

### Gra podwójna 1 (0-1)
| Końcowy wynik | Nr | Data             | Turniej  | Nawierzchnia | Partnerka        | Przeciwniczki               | Wynik finału |
| ------------- | -- | ---------------- | -------- | ------------ | ---------------- | --------------------------- | ------------ |
| Finalistka    | 1. | 15 września 2012 | Taszkent | Twarda       | Anna Czakwetadze | Paula Kania Palina Piechawa | 2:6, krecz   |

## Wygrane turnieje rangi ITF
| turnieje z pulą nagród 100 000 $ |
| turnieje z pulą nagród 75 000 $  |
| turnieje z pulą nagród 50 000 $  |
| turnieje z pulą nagród 25 000 $  |
| turnieje z pulą nagród 15 000 $  |
| turnieje z pulą nagród 10 000 $  |

### Gra pojedyncza
|    | Data       | Turniej | Kat. | ($)    | Naw.   | Finalistka          | Wynik    |
| 1. | 02/11/2008 | Nantes  | ITF  | 50 000 | twarda | Stefanie Vögele     | 6:3, 6:2 |
| 2. | 22/07/2012 | Donieck | ITF  | 50 000 | twarda | Maria João Koehler  | 6:2, 6:3 |
| 3. | 08/05/2016 | Győr    | ITF  | 10 000 | ziemna | Anastasija Szoszyna | 6:3, 7:5 |